# Jacobus Gerardus Schepers
Jacobus Gerardus (Gerard) Schepers (Dingden (D), 1798 – Paramaribo, 1863) was een Nederlands geestelijke van de Rooms-Katholieke Kerk die 33 jaar als missionaris werkzaam was in Suriname.

## Jeugd
Gerard Schepers werd geboren als zoon van een kleermaker te Dingden in het bisdom Munster (D) in 1798. In 1812 werd hij met twee broers opgeroepen voor de Veldtocht van Napoleon naar Rusland. Bij Mainz deserteerden de broers en vluchtten naar Nederland. Daar werd Gerard ondergebracht bij een boer die het hem mogelijk maakte een opleiding te volgen. Hij werd allereerst geschoold door de pastoor van Groot-Linden in het district Grave, maar kwam daar niet in dienst als geestelijke. Na het voltooien van zijn theologiestudie en priesterwijding in 1892 werd hij in de Hollandse Zending opgenomen om als missionaris naar 'de West' te vertrekken.

## Missie

### Batavia
Op 14 maart 1830 kwam Schepers in Paramaribo aan, samen met pater Terstappen uit Delft. De leider van de Surinaamse missie, pater Grooff, nam vanaf dat moment een eerste binnenlandse missiepost onder zijn hoede, zijnde Batavia aan de Coppename. In de eerste jaren sukkelde Schepers voortdurend met zijn gezondheid, m.n. aan zijn ogen en benen, waarvoor hij behandeld moest worden. In 1835 was hij daarom negen maanden terug in Nederland.
Schepers bezocht Batavia, waar sedert 1836 een kerkje was, meermalen in de periode 1834-1839, in 1844 en in 1855., met de nadruk op de jaren 1838-1839 toen Grooff in Nederland verbleef. Permanente bewoning van de lepozerie door een priester kwam er pas vanaf 1844 in de persoon van pater Heininck. Na de moord op Heininck in 1849 volgde in 1851 pater Magnée die streng optrad. In 1856 stuurde Schepers pater Donders naar de melaatsen om het met zachte hand te proberen.

### Coronie
In oktober 1840 begaf Schepers zich voor het eerst naar Coronie om een tweede katholieke missiepost op te richten. In de kuststrook waren reeds Herrnhutter-zendelingen actief, de belangrijkste concurrenten voor de katholieke missie in het buitengebied. In de eerste maand doopte Schepers 23 kinderen en zegende één huwelijk. Bij een tweede reis in 1841 werd ook het aan Brits-Guiana grenzende district Nickerie aangedaan. Schepers bouwde een eerste kerkje te Coronie in 1842 op katoenplantage Cardross Park en wel op een stukje land afgestaan door eigenaar William Ferrier. Schepers wordt dan door prefect Grooff aangesteld als pastoor van Coronie, een uitgestrekt gebied met 17 plantages langs de kust. Een kerkje te Nickerie zou volgen in 1849.

## Vicariaat

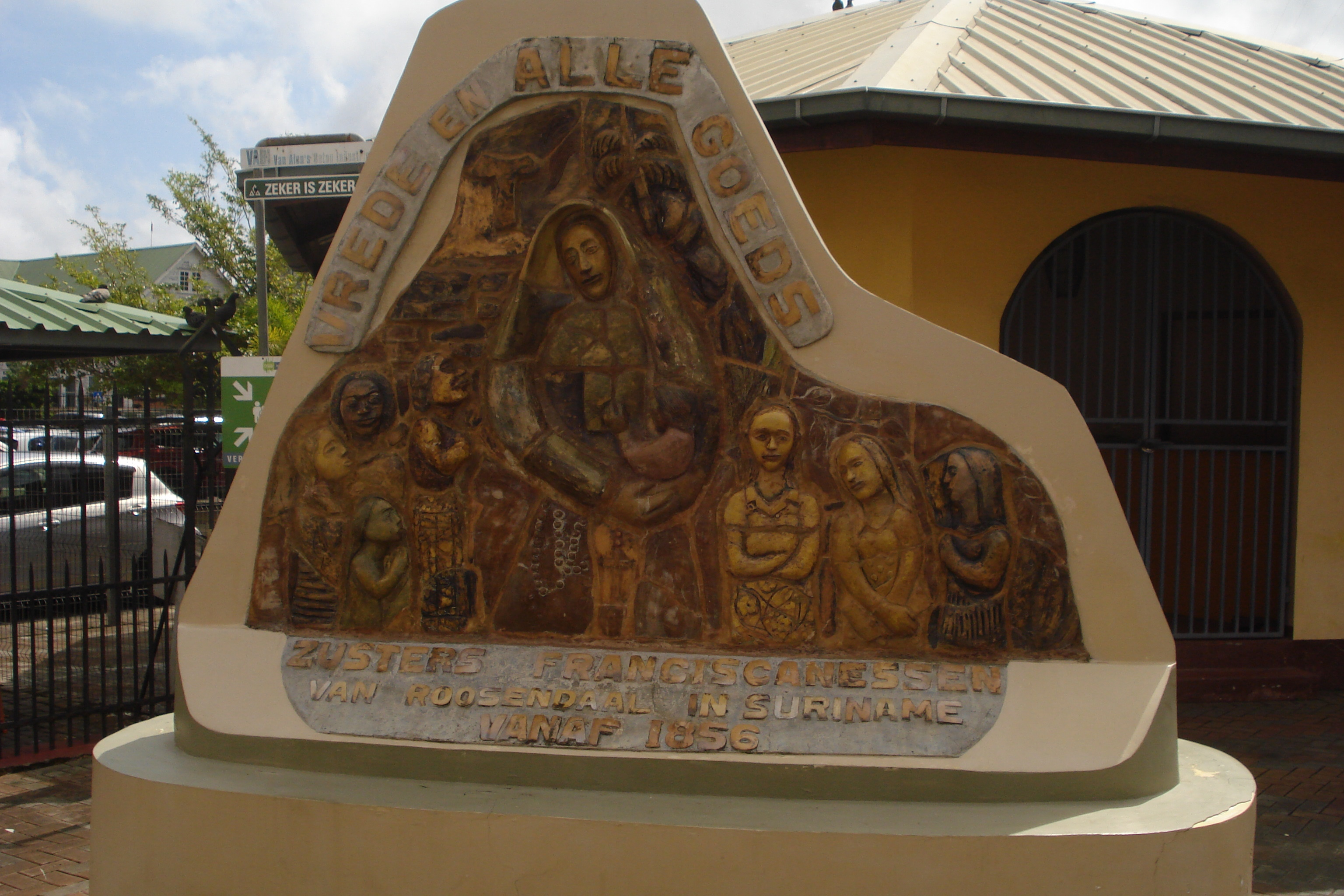
De gedenkzuil van de Franciscanessen van Roosendaal ter herinnering aan meer dan anderhalf eeuw missiewerk, onthuld in 2014

Toen Jacobus Grooff in 1843 de kolonie verliet om zijn carrière in Nederlands-Indië te vervolgen werd Schepers benoemd tot pro-vicaris van de Surinaamse missie, met op dat moment als enige collega's Donders in Paramaribo en Kempkes in Coronie. Spoedig volgden meer paters uit Nederland. In 1847 keerde Grooff teleurgesteld terug naar Suriname en werd aangesteld als apostolisch vicaris. Na diens dood in 1852 volgde Schepers hem opnieuw op, nu als vicaris. In praktijk rustte de parochie Paramaribo echter al langer op Schepers' schouders omdat Grooff liever op Batavia verbleef dan in Paramaribo.
Schepers ontving zijn bisschoppelijke wijding in 1853 te Haaren uit handen van de aartsbisschop van Utrecht Joannes Zwijsen. Bij gelegenheid van zijn Europa-reis bezocht Schepers in 1854 ook zijn Duitse geboorteplaats en liet zich fotograferen in Keulen.
In 1856 haalde Monseigneur Schepers de Franciscanessen van Roosendaal naar Suriname om een start te maken met katholiek onderwijs. Het aantal dagscholen zou onder zijn opvolger Swinkels na de afschaffing van de slavernij langzaamaan worden uitgebreid en vanaf 1865 deels van staatswege gesubsidieerd.

## Liefde Fonds
De katholieken kenden het zg Liefde Fonds, ingesteld door pater Wennekers om slaven vrij te kopen. Zij dienden dan wel christelijk te zijn, dat wil zeggen katholiek. In 1845 kocht Schepers hieruit voor 700 gulden een bediende op naam van de kerk en kort daarna nog een slaaf voor 854 gulden 'ten dienste van een missionaris'. Binnen acht jaar zouden deze slaven of kerkbedienden dan statutair in vrijheid gesteld worden (manumissie). Het fonds is nooit groot geweest, stond soms leeg en was bij de koloniale autoriteiten niet bekend. In 1861 manumitteerde Schepers een huisbediende en een timmerman in dienst van de kerk. In totaal hebben slechts 13 slaven manumissie verkregen uit het fonds. Binnen katholieke gelederen in Suriname en in Nederland is verder niets ondernomen tegen de slavernij als zodanig, alleen tegen de behandeling van slaven als in strijd met de christelijke beschaving. Er zijn ook geen verslagen van enige dankdiensten op of rond 1 juli 1863 van katholieke zijde.
Schepers heeft achtereenvolgens drie slaven in persoonlijk bezit gehad. Twee ervan zijn gemanumitteerd vóór de formele afschaffing van de slavernij. Het betreft Rachel (vrouw, geb 1794, aankoop 1851, manumissie 1853 onder de naam Rachel Buurse) en Celestina (vrouw, geb 1812, aankoop 1858, manumissie 1861 onder de naam Calesta Steenberg). De derde persoon heette Cupido (man, geb 1825, aankoop 1861), hij kwam vrij bij de Emancipatie op 1 juli 1863. Schepers ontving hiervoor 300 gulden.

## Overlijden
Bij zijn sterfbed in 1863 heeft Schepers de volgende testamentaire verklaring getekend: Ik ondergetekende Gerardus Schepers verklaar in mijn testament gezegd te hebben niets te bezitten, en dat daarmede ook moet verstaan worden dat alle mijne roerende goederen als goud en zilver sieraden en lijfelijks die ik mocht bezeten hebben door mij met eigen hand zijn weg geschonken, zodanig dat ik ook heden andermaal kan verklaren niets te bezitten. Paramaribo, 13 november 1863, G. Schepers.
Schepers overleed twee weken later in de pastorie tegenover de (oude) Petrus en Pauluskerk aan de gevolgen van longtering. In de 33 jaar van zijn missie-arbeid zou het aantal katholieken in Suriname zijn verviervoudigd. Ook zijn de bezittingen van het bisdom merkelijk toegenomen, waaronder het logegebouw van de vrijmetselaars in 1860 (Concordia, voor de latere Santa Rosakerk) en een weeshuis van de zusters Franciscanessen in 1863.